# Henriqueta de Nassau-Weilburg
Henriqueta Alexandrina Frederica Guilhermina de Nassau-Weilburg (Bayreuth, 30 de outubro de 1797 — Viena, 29 de dezembro de 1829), foi princesa de Nassau-Weilburg por nascimento, arquiduquesa da Áustria e duquesa de Teschen pelo casamento.

## Biografia

### Família
Henriqueta era a terceira filha do príncipe Frederico Guilherme de Nassau-Weilburg e de Luísa Isabel de Sayn-Wittgenstein. Seus avós paternos foram o príncipe Carlos Cristiano de Nassau-Weilburg e Carolina de Orange-Nassau; enquanto seus avós maternos foram Guilherme Jorge de Sayn-Wittgenstein e Isabel Augusta Reuss de Greiz.

### Casamento e filhos
Casou-se em Weilburg, em 17 de setembro de 1815, com Carlos, Duque de Teschen, filho de Leopoldo II, Sacro Imperador Romano-Germânico e Maria Luísa da Espanha. O casal teve sete filhos:
- Maria Teresa (1816-1867), casada com Fernando II das Duas Sicílias, com descendência.
- Alberto Frederico (1817-1895), casado com a princesa Hildegarda Luísa da Baviera, com descendência.
- Carlos Fernando (1818-1874), casado com Isabel Francisca de Áustria-Toscana, com descendência.
- Frederico Fernando (1821-1847), não se casou.
- Rodolfo (1822).
- Maria Carolina (1825-1915), casada com o arquiduque Rainiero Fernando da Áustria, sem descendência.
- Guilherme Francisco (1827-1894), não se casou.

### Morte
Henriqueta morreu em Viena, em 29 de dezembro de 1829, aos 32 anos de idade. A arquiduquesa havia contraído escarlatina enquanto amamentava seus filhos doentes.
Por ser protestante, a princesa necessitava de uma licença especial de seu cunhado, o imperador Francisco I da Áustria, para ser sepultada na Cripta Imperial de Viena. Francisco I justificou sua autorização dizendo: "Ela veio habitar entre nós quando estava viva e assim será na morte."

## Nota
- Este artigo foi inicialmente traduzido, total ou parcialmente, do artigo da Wikipédia em inglês cujo título é «Princess Henrietta of Nassau-Weilburg», especificamente desta versão.